# (806) Gyldénia
(806) Gyldénia es un asteroide perteneciente al cinturón exterior de asteroides descubierto el 18 de abril de 1915 por Maximilian Franz Wolf desde el observatorio de Heidelberg-Königstuhl, Alemania.
Está nombrado en honor del astrónomo sueco Hugo Gyldén (1841-1896).